# マウント・アイザ
マウント・アイザ（Mount Isa）は、オーストラリアのクイーンズランド州にある都市。人口は1万9299人（2021年）。

## 概要
世界有数の鉱山都市。亜鉛、銅、銀などを産出する。町の経済は鉱山企業グレンコアに大きく依存している。業績が安定してるため、仕事を求めて大都市から移住する人も少なくない。町の人口は増加傾向にある。マウント・アイザは州の西半分で人口最大の町であり、地域経済の中心として重要な地位を占める。
マウント・アイザ空港からはタウンズビル、ブリズベン行きの便がある。鉄道はマウント・アイザ駅があり、タウンズビル行きの列車が運行している。
マウント・アイザ出身者の中ではゴルフのグレッグ・ノーマンとテニスのパトリック・ラフターが有名である。

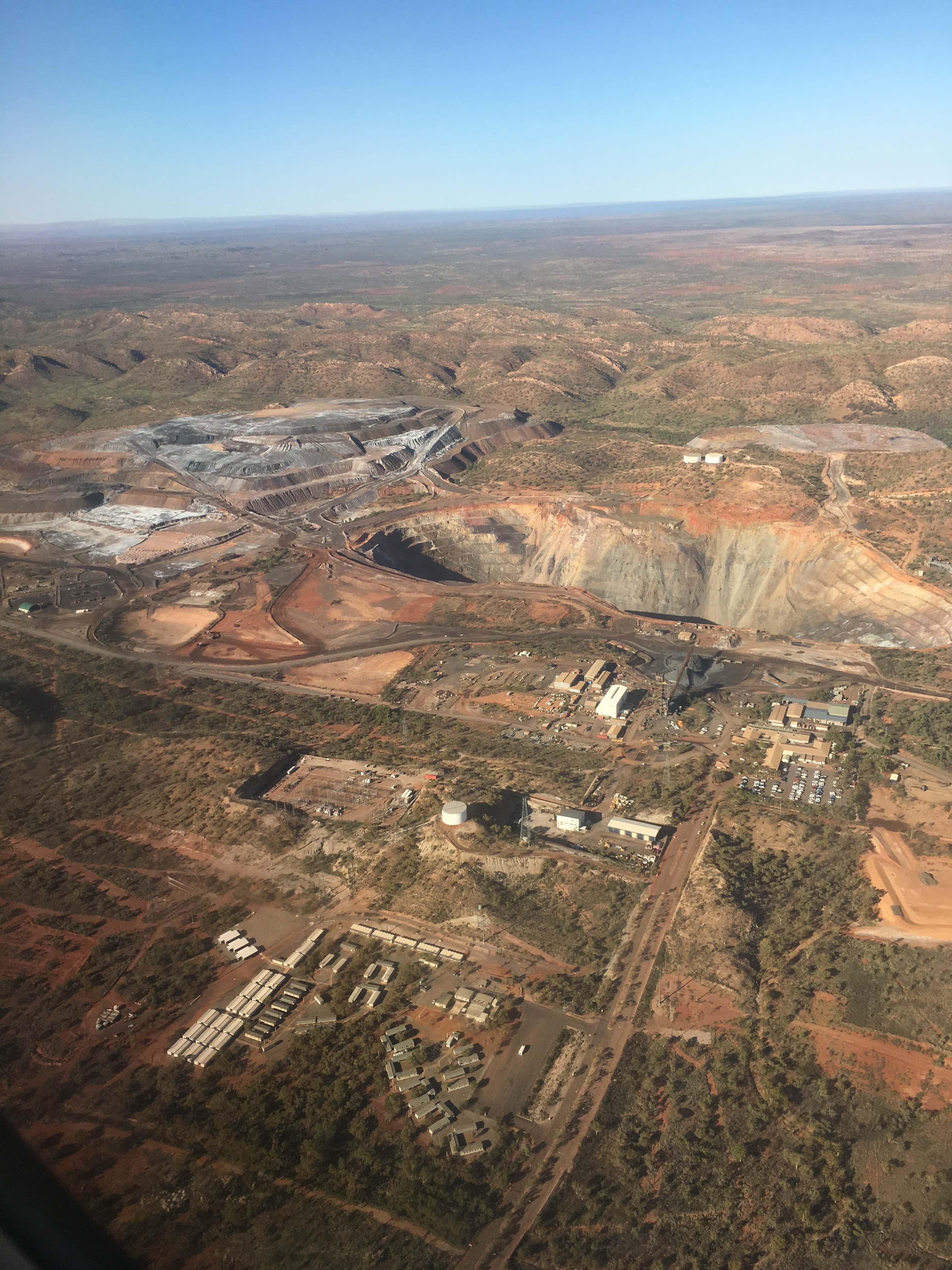
マウント・アイザの採掘場